# Peter Newmark
Peter Newmark (Brno, República Checa; 12 de abril de 1916-9 de julio de 2011) fue un traductólogo, traductor y lingüista checo.

## Biografía
A los cinco años, Peter Newmark dejó la República Checa para residir en Inglaterra. Estudió Lenguas Modernas y Literatura Inglesa en la Universidad de Cambridge.  Asimismo, estudió formalmente francés, alemán y aprendió italiano por su cuenta. 
Sirvió al Octavo Ejército británico en Italia durante la Segunda Guerra Mundial, donde trabajó como soldado intérprete por tres años y medio. Más tarde, lo enviaron a Bolzano para participar en la rendición alemana. Además, apoyó la causa palestina y a la organización de Amnistía Internacional. Murió a los 95 años el 9 de julio de 2011.

## Trayectoria profesional
Las aportaciones de Newmark a la traductología describen la conversión de un texto de una lengua a otra como ciencia y arte a la vez. Trabajó la teoría de la perspectiva funcional de la oración, promovida por su colega Jan Firbas, dentro de los estudios de traducción y desligó la teoría de la traducción de los círculos literarios.
El traductólogo fue presidente del Instituto Colegiado de Lingüistas británico por más de 20 años e impulsó el desarrollo de programas profesionales para la enseñanza de lenguas extranjeras. En colaboración con Anthony Crane, en 1967 creó el primer posgrado en traducción técnica y especializada en el Politécnico del Centro de Londres, actualmente conocido como la Universidad de Westminster. Asimismo, impartió clases como profesor de traductología en la Universidad de Westminster de 1958 a 1981.
Escribió una columna periodística titulada Translation Now bimestralmente para la revista londinense The Linguist, en ella abordó temas sobre traducción y lingüística. Además, trabajó en el Journal of Specialised Translation y fue uno de los fundadores del Centro de Estudios de Traducción en Surrey.

## Discurso teórico sobre traducción
Newmark postuló dos tipos de traducción, la semántica y la comunicativa.

### Traducción semántica
Esta traducción tiene como objeto concentrarse en el autor, esto quiere decir que respeta lo que este escribe en la lengua origen, en lugar de concentrarse en la manera en la que el lector recibe el texto meta. La traducción semántica mantiene en el texto meta el mismo significado contextual del texto origen. No adapta cuestiones históricas, religiosas o culturales para que el lector las pueda entender y, si se ayuda al lector, se hace por medio de anotaciones a pie de página o incluso con un prólogo o nota del traductor.
La traducción semántica es leal al texto origen, pero sobre todo al autor; Newmark consideraba que todo lo que el autor escribió debe ser reescrito en la lengua meta, sin importar si los lectores viven en el mismo contexto que el autor. Con base en la terminología planteada por Newmark, se puede definir a la traducción semántica como toda traducción que busca ser lo más cercana posible al texto y contexto fuente. Según el traductólogo, este tipo de traducción favorecía a textos en los que el lenguaje del autor es tan importante como su contenido.

### Traducción comunicativa
En esta se postula que la traducción intenta replicar en el lector un efecto lo más cercano posible al que obtienen los lectores del texto original. Su finalidad es comunicar el mensaje del texto fuente en el texto meta; no solo toma en cuenta lo escrito por el autor, sino también al tipo de lector que recibe el texto.
La traducción comunicativa se enfoca, principalmente, en el lector meta de una lengua y cultura específica, para esto se llevan a cabo múltiples adaptaciones y equivalencias en el contenido. Newmark la consideraba como una traducción libre y mucho más efectiva, pues su éxito radica en la respuesta que es capaz de producir en el lector. En cuanto a su forma, la traducción comunicativa posee un estilo natural, más simple, convencional y directo, lo que genera en el receptor una mayor cercanía y comprensión. El efecto de la traducción comunicativa es efímero y estático, ya que depende totalmente de la cultura para la que se traduce y se encuentra anclado a su propio contexto (espacio y tiempo). Este tipo de traducción se encuentra en textos no literarios: campañas publicitarias y básicamente en todo texto cuyo éxito depende de la respuesta que es capaz de generar en su audiencia.
Posteriormente, Newmark unificó  su teoría dual de la traducción semántica y comunicativa, en tres premisas:
1. Entre más importante sea el lenguaje de un texto, más cercana deberá ser  su traducción.
2. Entre menos importante sea el lenguaje de un texto, o de cualquier unidad textual en cualquier nivel, su traducción podrá ser menos cercana al original.
3. Entre mejor esté escrita una unidad del texto, dejando de lado qué tan importante sea, más cercana deberá ser su traducción.

Al aplicar estas tres premisas, tomó en cuenta todas las unidades y niveles del texto, desde el párrafo, la oración, la cláusula, el grupo de sentido, la palabra, el morfema, los signos de puntuación y hasta el texto en su totalidad. Esto quiere decir que la evaluación que el traductor debe efectuar para saber si algo es importante en un texto trasciende lo lingüístico. Por ejemplo, si el sonido o el ritmo son elementos principales en un texto (como ocurre en la poesía), entonces esto también tendrá que ser replicado o por lo menos compensado en el texto meta.

### La creatividad en la traducción
Newmark planteaba que la creatividad era el último recurso al momento de traducir, ya que el texto fuente se podría convertir en una adaptación o interpretación idiosincrática, es decir que podría producirse una traducción que no corresponde con el original o con el pensamiento del autor, sino que lleva consigo las ideas del traductor. En este sentido, la creatividad del traductor  era necesaria cuando es imposible realizar una traducción o cuando el texto origen es tan desafiante que no se encuentran maneras cercanas de traducirlo. 
El uso de la creatividad y la forma en la que se emplea dependían del texto a traducir. En el caso de los textos informativos, el elemento creativo se limita a fusionar los hechos con un estilo que fuera elegante y económico, mientras que en los textos persuasivos (como los discursos políticos, los ensayos o los artículos de opinión), la creatividad recae en reemplazar componentes de la cultura origen por componentes de la cultura meta que lograran el mismo efecto: convencer a la audiencia. Existen ciertas ocasiones en las que este recurso es necesario. Por ejemplo, en la traducción de expresiones culturales o actividades específicas de una comunidad como juegos de palabras, frases idiomáticas, metáforas culturales, modismos, proverbios, neologismos o palabras con efectos fonéticos significativos. Este tipo de expresiones dependen totalmente de la cultura en la que se produjeron, es por ello que no tienen equivalentes satisfactorios en otras lenguas, de ahí la necesidad de usar la creatividad para traducirlas.

## Críticas
El lingüista fue criticado por el estilo prescriptivista de sus postulados. Al igual que muchos traductores y teóricos de la traducción, se inclinó por convencer a los traductores de la validez de una forma de traducir. Este tipo de acercamiento prescriptivista fue común en los orígenes de los estudios de traducción y actualmente se considera un enfoque superado.
El traductólogo Anthony Pym realizó una crítica a la teoría de traducción de Newmark. Señaló que la definición de teoría que presentaba en su obra carecía de criterios reguladores que separaran las preferencias personales de la naturaleza de la teoría. Del mismo modo, el tratamiento que le daba a los términos de su teoría fue criticado, ya que, según palabras de Pym, Newmark presentaba una preferencia por la traducción semántica.

## Publicaciones
- Approaches to Translation (1981)
- A textbook of translation (1988)
- About translation (1991)

- Paragraphs on translation (1993).

- More paragraphs on translation (1998).

- Manual de traducción (versión en español de Virgilio Moya, 1992).